# Lotta libera ai Giochi della XX Olimpiade - Pesi leggeri
La competizione della categoria pesi leggeri (fino a 68 kg) di lotta libera dei Giochi della XX Olimpiade si è svolta dal 27 al 31 agosto 1972 al Wrestling-Judo Hall di Monaco di Baviera.

## Formato
Ad ogni incontro venivano assegnate le seguenti penalità:
| In caso di vittoria | In caso di vittoria     | In caso di pareggio | In caso di pareggio | In caso di sconfitta | In caso di sconfitta              |
| ------------------- | ----------------------- | ------------------- | ------------------- | -------------------- | --------------------------------- |
| 0                   | Per schienata, ritiro   | 2                   |                     | 3                    | Ai punti                          |
| 0,5                 | Per superiorità tecnica | 2,5                 | con passività       | 3,5                  | Per superiorità tecnica           |
| 1                   | Ai punti                | -                   | -                   | 4                    | Per schienata, ritiro, squalifica |

Con sei penalità o più il lottatore veniva eliminato. Quando rimanevano solo due o tre lottatori, si disputava un turno finale per determinare l'ordine delle medaglie.

## Risultati
| Legenda                                  | Legenda |
| ---------------------------------------- | ------- |
| Lottatore con 6 penalità o più Eliminato |         |

### 1º Turno
Si è disputato il 27 agosto
| Vincitore           | Pen. | Risultato   | Sconfitto         | Pen. |
| ------------------- | ---- | ----------- | ----------------- | ---- |
| Ali Şahin           | 1    | Ai Punti    | Eliezer Halfin    | 3    |
| T. Natsagdorj       | 1    | Ai Punti    | Jagrup Singh      | 3    |
| Ruslan Ašuraliev    | 1    | Ai Punti    | Ismail Yuseinov   | 3    |
| Abdullah Movahed    | 0,5  | Superiorità | Segundo Olmedo    | 3,5  |
| Eduardo Quintero    | 1    | Ai Punti    | Gabriel Ruz       | 3    |
| Petre Poalelungi    | 1    | Ai Punti    | Josef Engel       | 3    |
| Udo Schröder        | 0    | Schienata   | Arona Mané        | 4    |
| Stefanos Ioannidis  | 0    | Schienata   | Georges Carbasse  | 4    |
| Dan Gable           | 0    | Schienata   | Safer Sali        | 4    |
| Klaus Rost          | 0    | Schienata   | Ronald Ouellet    | 4    |
| Włodzimierz Cieślak | 0,5  | Superiorità | André Chardonnens | 3,5  |
| Kikuo Wada          | 0    | Schienata   | Joe Gilligan      | 4    |
| József Rusznyák     | 0    | Esentato    |                   |      |

### 2º Turno
Si è disputato il 28 agosto
| Vincitore          | Pen. | Risultato   | Sconfitto           | Pen. |
| ------------------ | ---- | ----------- | ------------------- | ---- |
| Ali Şahin          | 2    | Ai Punti    | József Rusznyák     | 3    |
| Eliezer Halfin     | 4    | Ai Punti    | Jagrup Singh        | 6    |
| Ismail Yuseinov    | 4    | Ai Punti    | T. Natsagdorj       | 4    |
| Ruslan Ašuraliev   | 1,5  | Superiorità | Segundo Olmedo      | 7    |
| Josef Engel        | 3    | Schienata   | Eduardo Quintero    | 5    |
| Petre Poalelungi   | 1    | Schienata   | Gabriel Ruz         | 7    |
| Stefanos Ioannidis | 1    | Ai Punti    | Udo Schröder        | 3    |
| Georges Carbasse   | 4    | Schienata   | Arona Mané          | 8    |
| Ronald Ouellet     | 5    | Ai Punti    | Safer Sali          | 7    |
| Dan Gable          | 0,5  | Superiorità | Klaus Rost          | 3,5  |
| Joe Gilligan       | 5    | Ai Punti    | André Chardonnens   | 6,5  |
| Kikuo Wada         | 1    | Ai Punti    | Włodzimierz Cieślak | 3,5  |
| Abdullah Movahed   |      | Ritirato    |                     |      |

### 3º Turno
Si è disputato il 29 agosto
| Vincitore           | Pen. | Risultato   | Sconfitto          | Pen. |
| ------------------- | ---- | ----------- | ------------------ | ---- |
| József Rusznyák     | 3    | Schienata   | Eliezer Halfin     | 8    |
| T. Natsagdorj       | 5    | Ai Punti    | Ali Şahin          | 5    |
| Ismail Yuseinov     | 4    | Schienata   | Eduardo Quintero   | 9    |
| Ruslan Ašuraliev    | 1,5  | Schienata   | Josef Engel        | 7    |
| Petre Poalelungi    | 3    | =Parità=    | Udo Schröder       | 5    |
| Dan Gable           | 0,5  | Schienata   | Stefanos Ioannidis | 5    |
| Georges Carbasse    | 4    | Schienata   | Ronald Ouellet     | 9    |
| Kikuo Wada          | 1,5  | Superiorità | Klaus Rost         | 6,5  |
| Włodzimierz Cieślak | 3,5  | Schienata   | Joe Gilligan       | 9    |

### 4º Turno
Si è disputato il 30 agosto
| Vincitore           | Pen. | Risultato | Sconfitto          | Pen. |
| ------------------- | ---- | --------- | ------------------ | ---- |
| T. Natsagdorj       | 5    | Schienata | József Rusznyák    | 7    |
| Ali Şahin           | 5    | Schienata | Ismail Yuseinov    | 8    |
| Ruslan Ašuraliev    | 1,5  | Schienata | Petre Poalelungi   | 7    |
| Udo Schröder        | 5    | Schienata | Georges Carbasse   | 8    |
| Włodzimierz Cieślak | 4,5  | Ai Punti  | Stefanos Ioannidis | 8    |
| Dan Gable           | 1,5  | Ai Punti  | Kikuo Wada         | 4,5  |

### 5º Turno
Si è disputato il 30 agosto
| Vincitore     | Pen. | Risultato | Sconfitto           | Pen. |
| ------------- | ---- | --------- | ------------------- | ---- |
| Ali Şahin     | 6    | Ai Punti  | Ruslan Ašuraliev    | 4,5  |
| T. Natsagdorj | 6    | Ai Punti  | Udo Schröder        | 8    |
| Dan Gable     | 1,5  | Schienata | Włodzimierz Cieślak | 8,5  |
| Kikuo Wada    | 4,5  | Esentato  |                     |      |

### Turno finale
Si è disputato il 31 agosto
| Vincitore  | Pen. | Risultato | Sconfitto        | Pen. |
| ---------- | ---- | --------- | ---------------- | ---- |
| Dan Gable  |      | Ai punti  | Kikuo Wada       |      |
| Kikuo Wada |      | Ai Punti  | Ruslan Ašuraliev |      |
| Dan Gable  |      | Ai Punti  | Ruslan Ašuraliev |      |

1. ↑  Disputato nel 1º turno

## Classifica finale
| Pos.    | Atleta                  | Nazione          |
| ------- | ----------------------- | ---------------- |
| Oro     | Dan Gable               | Stati Uniti      |
| Argento | Kikuo Wada              | Giappone         |
| Bronzo  | Ruslan Ašuraliev        | Unione Sovietica |
| 4       | Tsedendambyn Natsagdorj | Mongolia         |
| 4       | Ali Şahin               | Turchia          |
| 6       | Udo Schröder            | Germania Est     |
| 7       | Włodzimierz Cieślak     | Polonia          |
| 8       | Petre Poalelungi        | Romania          |
| 9       | József Rusznyák         | Ungheria         |
| 10      | Ismail Yuseinov         | Bulgaria         |
| 10      | Georges Carbasse        | Francia          |
| 10      | Stefanos Ioannidis      | Grecia           |
| 13      | Klaus Rost              | Germania Ovest   |
| 13      | Josef Engel             | Cecoslovacchia   |
| 15      | Eliezer Halfin          | Israele          |
| 16      | Ronald Ouellet          | Canada           |
| 16      | Eduardo Quintero        | Cuba             |
| 16      | Joe Gilligan            | Gran Bretagna    |
| 19      | Jagrup Singh            | India            |
| 20      | André Chardonnens       | Svizzera         |
| 21      | Gabriel Ruz             | Messico          |
| 21      | Segundo Olmedo          | Panama           |
| 21      | Safer Sali              | Jugoslavia       |
| 24      | Arona Mané              | Senegal          |
| 25      | Abdullah Movahed        | Iran             |